# Gran Premi d'Alemanya del 1959
Resultats del Gran Premi d'Alemanya de Fórmula 1 de la temporada 1959, disputat al circuit de AVUS el 2 d'agost del 1959.

## Resultats
| Pos | No | Pilot               | Equip             | Voltes | Temps/ Retirada | Pos. de sortida | Punts |
| --- | -- | ------------------- | ----------------- | ------ | --------------- | --------------- | ----- |
| 1   | 4  | Tony Brooks         | Ferrari           | 60     | 2h 09' 31. 6    | 1               | 8     |
| 2   | 6  | Dan Gurney          | Ferrari           | 60     | + 2.9 s         | 3               | 6     |
| 3   | 5  | Phil Hill           | Ferrari           | 60     | + 1' 04.8 min.  | 6               | 4     |
| 4   | 8  | Maurice Trintignant | Cooper - Climax   | 59     | + 1 Volta       | 12              | 3     |
| 5   | 9  | Jo Bonnier          | BRM               | 58     | + 2 Voltes      | 7               | 2     |
| 6   | 18 | Ian Burgess         | Cooper - Maserati | 56     | + 4 Voltes      | 15              |       |
| 7   | 10 | Harry Schell        | BRM               | 49     | + 11 Voltes     | 8               |       |
| Ret | 2  | Bruce McLaren       | Cooper - Climax   | 36     | Transmissió     | 9               |       |
| Ret | 11 | Hans Herrmann       | BRM               | 36     | Accident        | 11              |       |
| Ret | 3  | Masten Gregory      | Cooper - Climax   | 23     | Motor           | 5               |       |
| Ret | 1  | Jack Brabham        | Cooper - Climax   | 15     | Transmissió     | 4               |       |
| Ret | 16 | Graham Hill         | Lotus - Climax    | 10     | Caixa canvi     | 10              |       |
| Ret | 15 | Innes Ireland       | Lotus - Climax    | 7      | Diferencial     | 13              |       |
| Ret | 17 | Cliff Allison       | Ferrari           | 2      | Embragatge      | 14              |       |
| Ret | 7  | Stirling Moss       | Cooper - Climax   | 1      | Transmissió     | 2               |       |

## Altres
- Pole: Tony Brooks 2' 05. 9

- Volta ràpida: Tony Brooks 2' 04. 5 (a la volta 18)